# Giovanni Mazzucato
Giovanni Mazzucato ( 1787 - 1814 ) fue un botánico italiano. Estudió medicina y filosofía Padua, siendo alumno de Pietro Arduino (1728-1805); y, desarrolló actividades académicas en la Universidad de Padua.
Fue profesor de Agronomía y Botánica en el Colegio Real de Udine.

## Algunas publicaciones

### Libros
- 1811. Viaggio botanico all'Alpi Giulie: lettera del ... Mazzucato al ... Arduino. Editor Vendrame, 28 pp.

- 1807. Sopra alcune specie di Frumenti Memoria botanico-georgica. Editor Impr. nouv. 60 pp. en línea

- La abreviatura «Mazzuc.» se emplea para indicar a Giovanni Mazzucato como autoridad en la descripción y clasificación científica de los vegetales.[3]